# Pawilon parkowy w Kórniku
Pawilon parkowy w Kórniku (określany też jako oranżeria) – zabytkowy budynek o funkcji rekreacyjnej znajdujący się w obrębie Arboretum Kórnickiego. Wraz z zespołem zamkowym wpisany został do rejestru zabytków 1 czerwca 1968 pod numerem 116/A. Zespół wraz z pawilonem został uznany za Pomnik historii rozporządzeniem Prezydenta RP z 15 czerwca 2011 (Dz. U. nr 143 poz. 836).
Ośmioboczna rotunda powstała w połowie XVIII wieku i jest elementem rozplanowania dawnego parku francuskiego urządzonego przez hrabinę Teofilę Szołdrską Potulicką, zwaną Białą Damą. Obiekt powiększono o przybudówkę w latach 40. XIX wieku. Inicjatorem rozbudowy był hrabia Tytus Działyński, który przeznaczył te pomieszczenia na bibliotekę. W pobliżu rotundy znajdował się, nieistniejący obecnie, pawilon wschodni, którego fundamenty odkryto w trakcie badań archeologicznych w latach 1998-1999. Po II wojnie światowej obiekt (mieszczący zbiory dendrologiczne) przebudowano - m.in. zmieniono mu dach i zamurowano podłużne okna. Ostatni remont odbył się w 2013.
Bezpośrednio przy pawilonie stoi pień jałowca z Nepli.